# Verkehrsverbund Rottweil
Der Verkehrsverbund Rottweil (VVR) war ein Verkehrs- und Tarifverbund im baden-württembergischen Landkreis Rottweil.
Der Verbund wurde am 1. August 2003 von im öffentlichen Linienverkehr im Landkreis Rottweil tätigen Verkehrsunternehmen gegründet. Er steuerte und koordinierte den Öffentlichen Nahverkehr im Landkreis Rottweil. Durch den Verbund standen Busse und Bahnen mit einem Ticket und einheitlichen Preisen zur Verfügung. Das Verbundgebiet umfasste 769 km² mit 150.000 Einwohnern. 2008 wurden 9,8 Mio. Fahrgäste befördert. Das entsprach einer Steigerung um 2,9 % zum Vorjahr, obwohl die Zahlen im Schülerverkehr rückläufig waren.
Der Verkehrsverbund Rottweil wurde am 1. Januar 2023 durch den Verkehrsverbund Schwarzwald-Baar-Heuberg abgelöst, der sich neben dem Landkreis Rottweil außerdem über den Schwarzwald-Baar-Kreis und den Landkreis Tuttlingen erstreckt. Zuvor existierte seit 2003 die „Regionale Tarifkooperation Schwarzwald-Baar-Heuberg“, durch die für Fahrten innerhalb der drei Verbünde ein gemeinsamer Übergangstarif galt.

## Verkehr
Die Verkehrsleistungen wurden zuletzt von folgenden Unternehmen erbracht.
- Autoverkehr Wolpert, Alpirsbach
- Autoverkehr Rapp, Königsfeld
- DB Regio AG Regionalverkehr Südbaden, Freiburg
- DB ZugBus Regionalverkehr Alb-Bodensee GmbH, Ulm
- Müller Reisen GmbH, Bösingen
- Omnibus Fischinger GmbH, Rottweil
- Südwestdeutsche Landesverkehrs-AG (SWEG), Lahr
- Regionalbusverkehr Südwest GmbH (RVS), Karlsruhe
- Schweizer Reisen & Verkehr GmbH, Waldachtal/Stuttgart/Sindelfingen
- Stadtbus Rottweil GmbH, Rottweil
- Südbadenbus GmbH, Freiburg

Das Verkehrsnetz bestand aus über 50 Omnibuslinien sowie drei Schienenstrecken.

## Kartenangebot & Tarife
Das Fahrkartensortiment bot die üblichen Karten vom Einzelfahrschein über Tages-, Wochen- und Monatskarten bis hin zur Jahreskarte, welche für Vielfahrer am günstigsten war. Auch Baden-Württemberg-Ticket und Baden-Württemberg-Ticket Single wurden in allen Verkehrsmitteln anerkannt.
Als Besonderheit galt das Schnupperticket für Neubürger: Neu in den Landkreis Zugezogene konnten gegen Vorlage der Meldebestätigung zwei Wochen lang gratis Busse und Bahnen testen.